# Liste des chevaliers de l'ordre de Saint-Michel
L’ordre de Saint-Michel est un ordre de chevalerie, fondé à Amboise, au château royal, le 1er août 1469 par Louis XI. Les membres de l'ordre de Saint-Michel se disaient chevaliers de l’Ordre du Roi, alors que les chevaliers de l’ordre du Saint-Esprit s’intitulaient chevaliers des Ordres du Roi. Son siège était établi à l'abbaye du Mont-Saint-Michel. Le siège fut par la suite transféré par Louis XIV aux Cordeliers de Paris le 14 juillet 1661.

## Ancien régime

Collier de l'ordre de Saint-Michel.

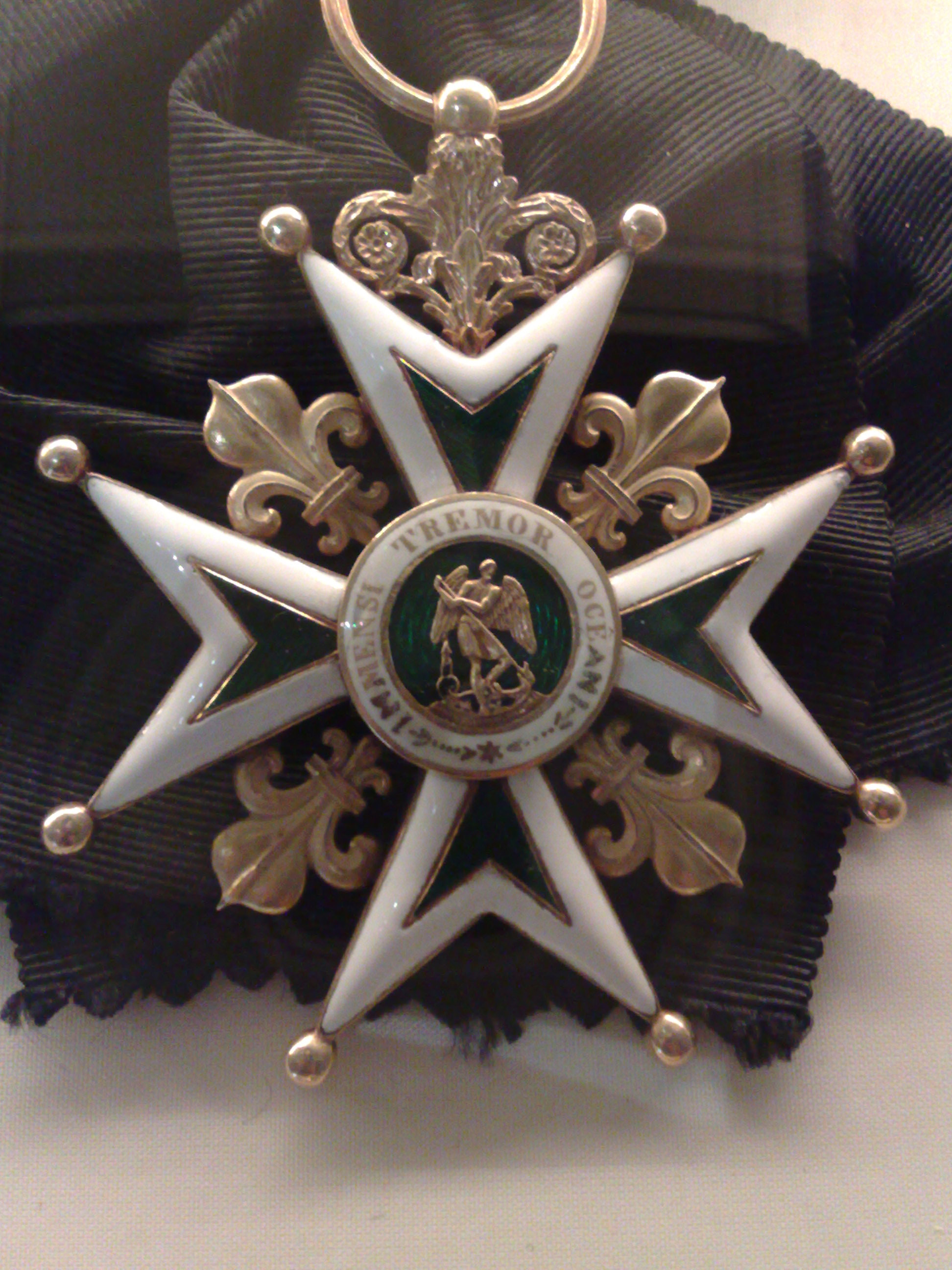
Croix de l'ordre de Saint-Michel.

- Haut – A
- B
- C
- D
- E
- F
- G
- H
- I
- J
- K
- L
- M
- N
- O
- P
- Q
- R
- S
- T
- U
- V
- W
- X
- Y
- Z

### A
- Charles Ajasson de Grandsagne (mort le 16 janvier 1654), vicomte de Châteauclos.
- Jacques Ajasson de Grandsagne (vers 1608 - vers 1649), vicomte de Châteauclos en partie et seigneur de Grandsagne.
- Jacques d'Albon de Saint-André (1512-1562), mort à la bataille de Dreux, maréchal de France, il se distingue dans les guerres contre les Espagnols et les guerres de religion.
- Antoine d'Allonville du Plessis-Saint-Benoist (1538-1598), écuyer, gentilhomme ordinaire de la maison du Roi.
- François II d'Allonville d'Oysonville (1529-1615), gentilhomme ordinaire de  la chambre du Roi, député de la noblesse aux États généraux de 1560 à Orléans, et aux États généraux de 1588-1589 à Blois, gouverneur des villes et duchés d'Étampes.
- Jehan II d'Allonville de Louville (1423-1511), chambellan, conseiller du roi, commissaire des maréchaux de France, commissaire du Roy à faire les monstres et les reveues des ordonnances.
- Jehan II d'Allonville de Réclainville (1526-1599), gouverneur de Chartres, puis de Blois, mais aussi député aux États généraux de 1593 des ligueurs nobles des pays du Centre.
- Charles Ier d'Amboise (1430-1481), gouverneur de l'Île-de-France, de Champagne et de Bourgogne.
- Jean IV d'Amboise (1440-1516), gouverneur de Normandie, seigneur de Bussy.
- Hugues d'Amboise (1462-1502) baron d'Aubijoux, lieutenant-général en Languedoc et Toscane.
- Charles II d'Amboise de Chaumont (1473-1511), maréchal de France.
- René d'Anjou (1409-1480), roi de Sicile et de Jérusalem, pair de France et oncle de Louis XI[1].
- Claude d'Annebault (vers 1495-1552), militaire, nommé maréchal de France en 1538, puis amiral de France.
- Gabriel Anselmet, écuyer, seigneur des Bruneaux, capitaine-exempt des gardes du corps de S. M. Henri IV et gentilhomme ordinaire de sa chambre.
- Jean de Geoffroy d'Antrechaus (1693-1762), Premier Consul de la ville de Toulon pendant l'épidémie de peste de 1720-1721.
- Jérôme d’Aradon seigneur de Quinipilly, de Quelen et de Vieuxchastel, gouverneur de Quimperlé et d’Hennebont, commandant la cavalerie légère en Bretagne, maréchal des camps et armées du Roy, et cap. de 50 hommes d’armes de ses compagnies d'ordonnance, par lettres du 6 avril 1598, fut admis dans l'Ordre de Saint-Michel sous le règne d’Henri III ; et on le trouve qualifié chevalier de l’ordre du Roi dans un acte du 30 mars 1590.(Tit. de MM. du Botderu de Kerdreo.) Il obtint, au mois d'avril 1598, des lettres de grâce du Roy Henri IV, contre lequel il avait pris le parti de la Ligue. Il vivait encore en 1607. Note Jérôme d’Aradon, frère de René qui précède, a laissé sur la période des guerres civiles, de 1589 à 1593, un journal, dont un extrait seulement a été inséré par D. Taillandier au sup. du T. II de l’Hist. de Bretagne[2].
- Jean de Lescun d'Armagnac (-1473), comte de Comminges, maréchal de France, gouverneur du Dauphiné (1469, première promotion).
- Pierre Arrel, seigneur de Kermerchou et du Leurven, capitaine des vaisseaux du Roy, mort au service de Louis XIII en octobre 1636.
- Guy Autret (1599 - 1660), seigneur de Missirien, Lesergué, Kergoz, etc., historien et généalogiste.

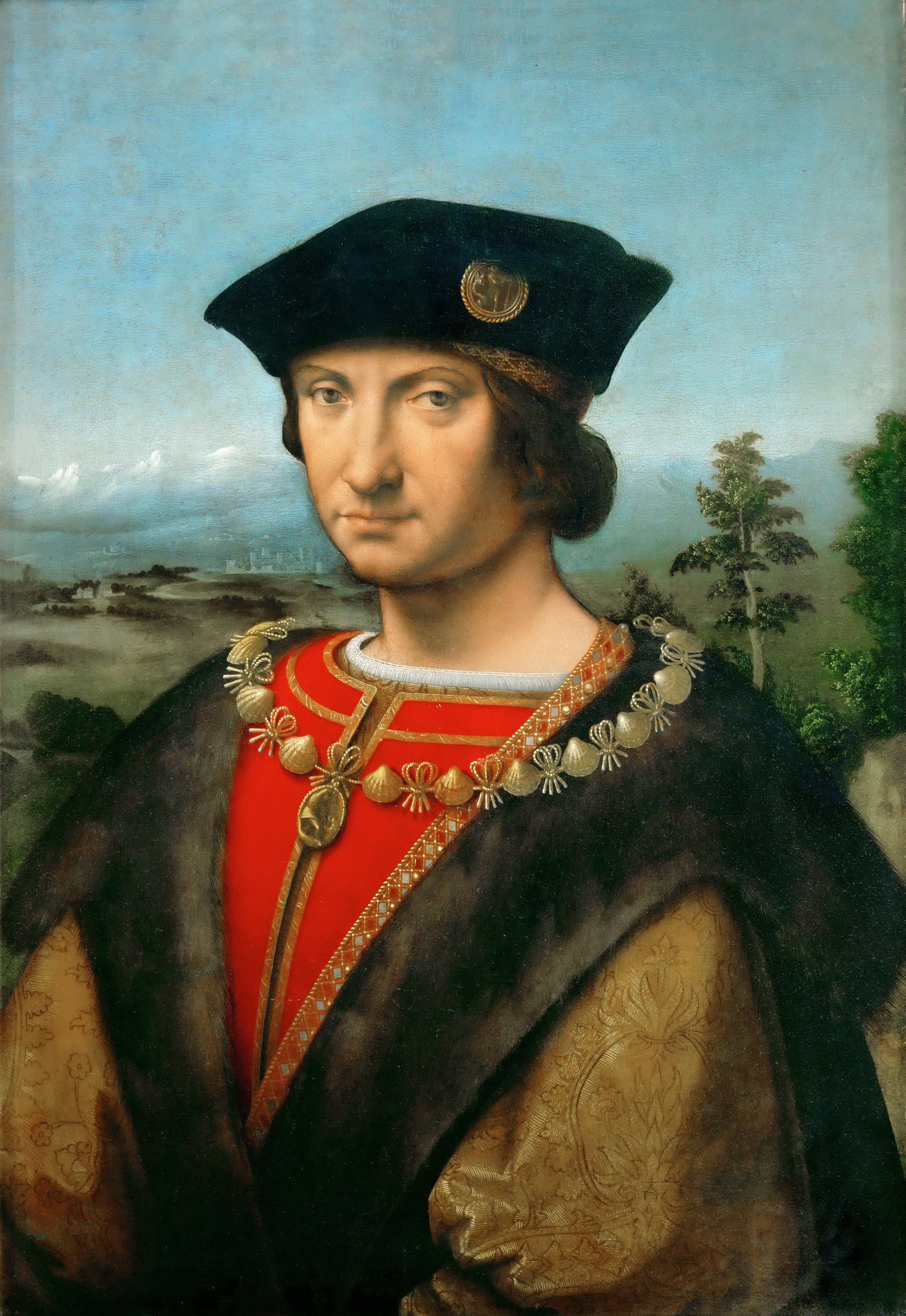
Charles II d'Amboise de Chaumont portant un collier du premier type.

### B
- Malatesta IV Baglioni, 1491-1531, des Baglioni de Pérouse, condottiere italien admis dans l'Ordre en 1528.
- Adriano II Baglioni, 1527-1574, des Baglioni de Pérouse, condottiere italien admis dans l'Ordre en 1569.
- Pierre de Baglion (olim Baglioni), baron de Jons, seigneur de Saillant, de la Dargoire et de Combelande, gentilhomme ordinaire de la chambre du Roi, prévôt des marchands de Lyon de 1600 à 1602, chevalier de l'Ordre en 1597.
- Eléonor de Baglion (olim Baglioni, fils de Pierre cité ci-dessus), baron de Jons, seigneur de Saillant, de la Salle, Vaux et Quincieux, l'un des 24 gentilshommes de la Maison de Louis XIII, prévôt des marchands de Lyon de 1638 à 1640, chevalier de l'Ordre en 1635.
- René de Baglion de la Dufferie (olim Baglioni), 1610-1693, baron de Pocé et de Marçon, seigneur de la Dufferie, de la Marie, de Bouère et de la Vézouzière, gentilhomme ordinaire de la chambre du Roi. Louis XIV lui confère le collier de Saint-Michel en récompense de ses services (Lettres expédiées à Paris le 12 avril 1647).
- Imbert de Batarnay (1438-1523), conseiller du roi, des rois Louis XI à François Ier.
- Jacques du Bellay, chevalier de l'Ordre en 1568.
- Jean de Beauharnais, gentilhomme ordinaire de la chambre du Roi, fils de François II de Beauharnais.
- Jean de Beaulieu de Losse 1504-1579, page de François Ier, gouverneur de plusieurs villes, capitaine de la garde écossaise du roi, capitaine du Louvre, gentilhomme ordinaire de la chambre du Roi, membre du Conseil privé, Lieutenant général en Guyenne (1573), il fut aussi précepteur du jeune Henri de Navarre.
- Louis de Beaumont-Bressuire La Forest (c.1407-1477) (des seigneurs de Bressuire), sgr. du Plessis-Macé, sénéchal du Poitou (1469, première promotion).
- François de Beauvais de Briquemault (v.1502-1572), seigneur de Briquemault, de Ruère, un des chefs du parti huguenot, Capitaine maître de camp, gentilhomme ordinaire de la chambre du Roi, gouverneur de Rouen, décapité sur ordre du roi.
- Ludovic de Birague (1509-1572), homme de guerre italien admis dans l'Ordre en 1555.
- Jean II de Bourbon (1426-1488) duc de Bourbon, pair de France (1469, première promotion).
- Louis de Bourbon (1450-1487), comte de Roussillon, amiral de France (1469, première promotion).
- Antoine bâtard de Bourgogne, seigneur de Beveren (admis dans l'Ordre en 1480).
- Jean-Louis Briansiaux de Milleville, (1727-mort sous la Révolution à Paris) négociant, armateur, banquier à Dunkerque.
- Jacques de Bridiers, seigneur de Fournoux (Marche).
- Jean V de Bruges (1460-1512) seigneur de La Gruthuse, sénéchal royal d'Anjou & capitaine du Louvre (Promotion en 1498).
- Jean V de Bueil (c.1406-1484) comte de Sancerre, amiral de France (1469, première promotion).

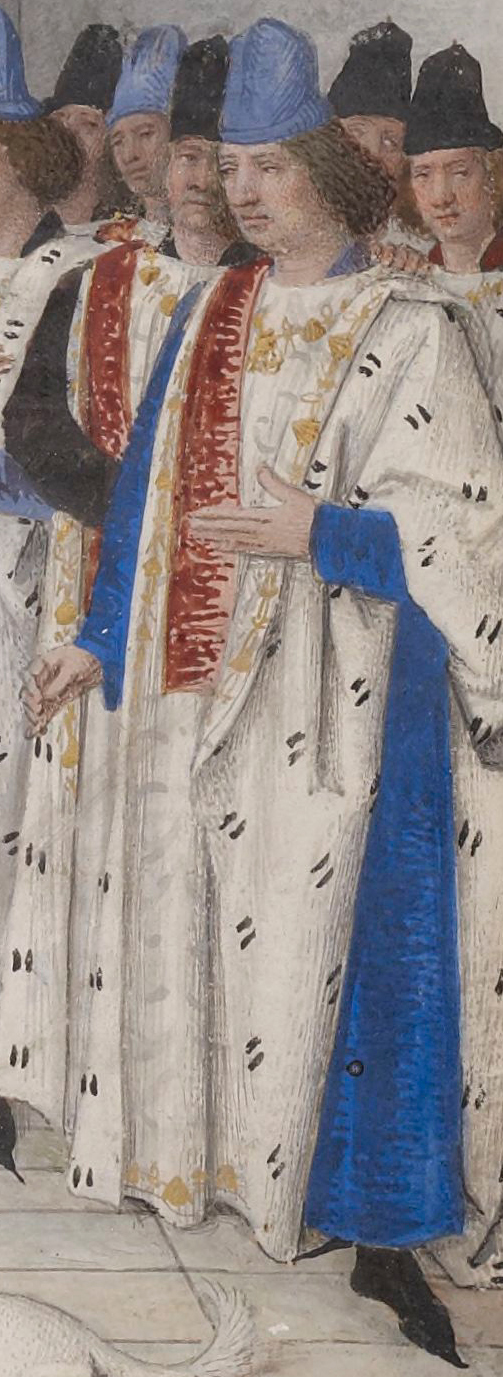
Jean II de Bourbon.
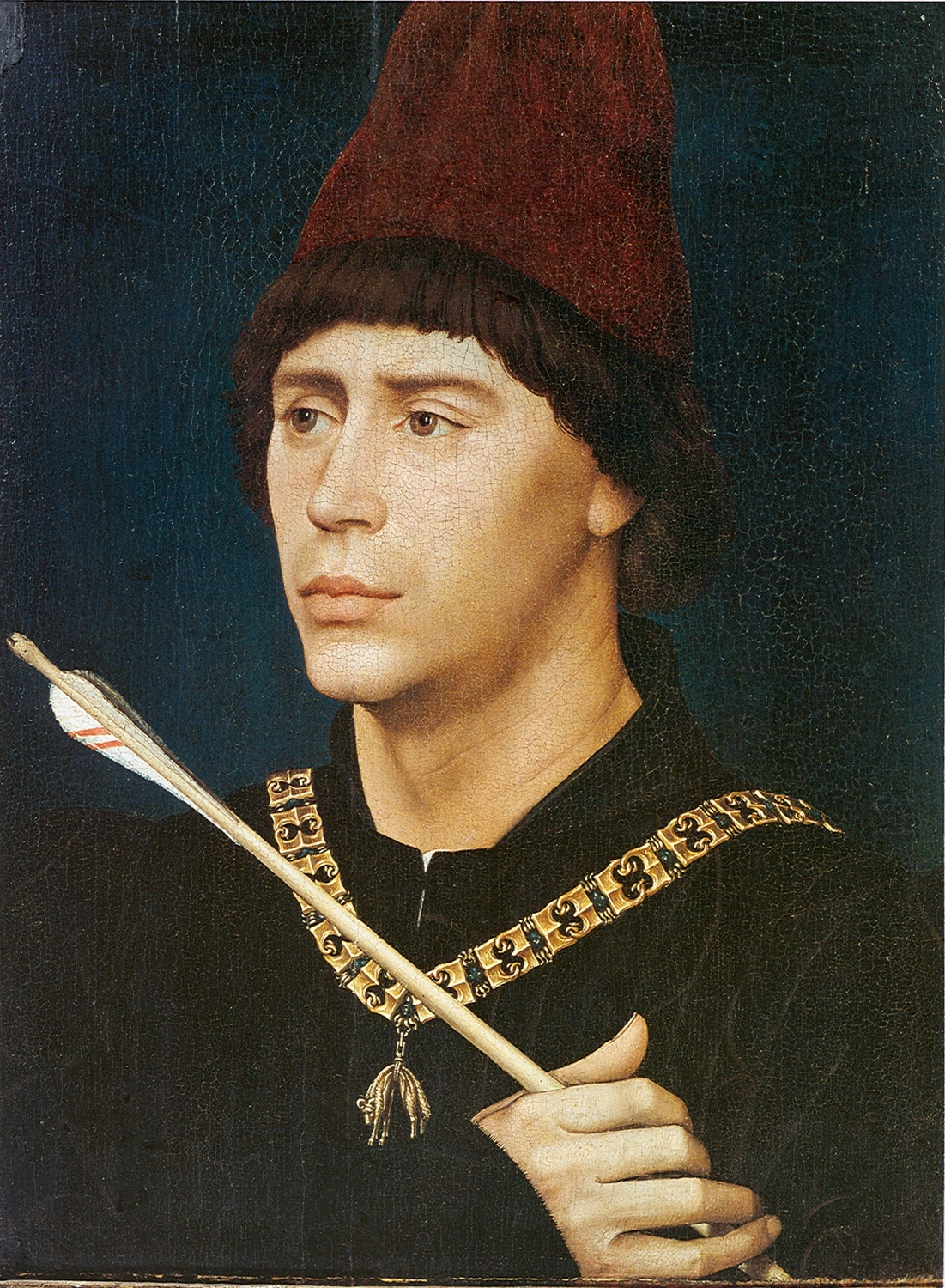
Antoine de Bourgogne, seigneur de Beveren.
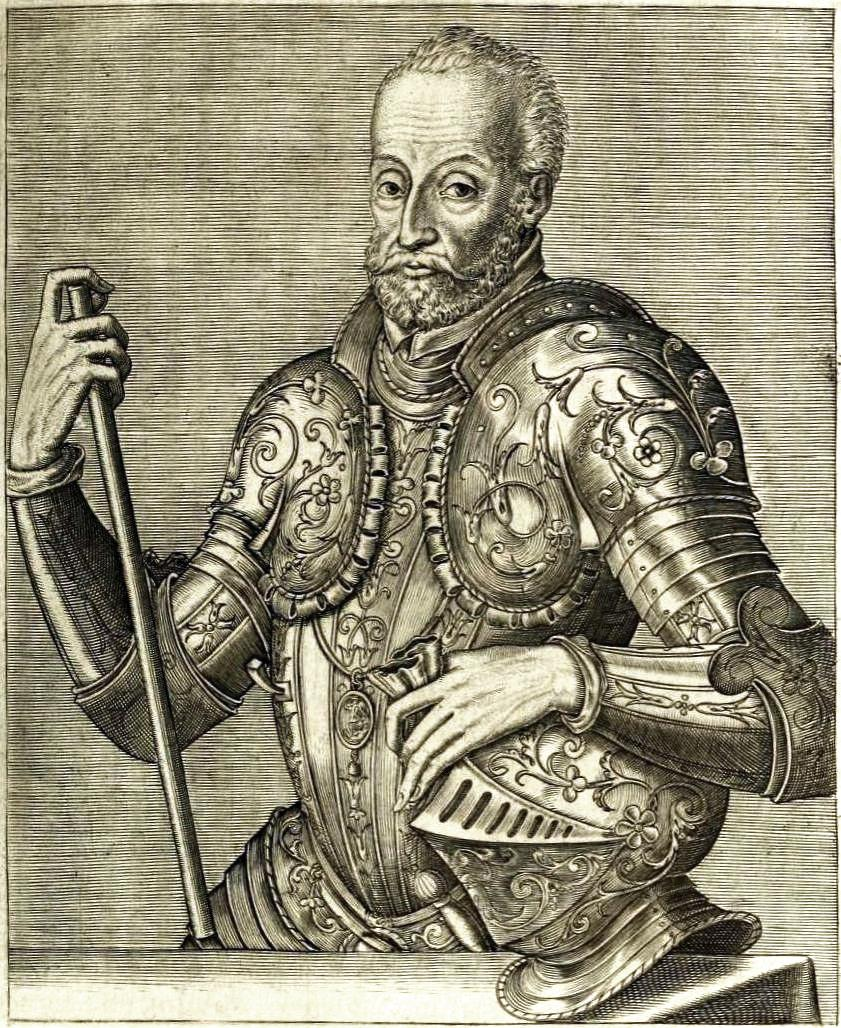
Le médaillon de l'Ordre est visible par-dessus la cuirasse de Ludovic de Birague.
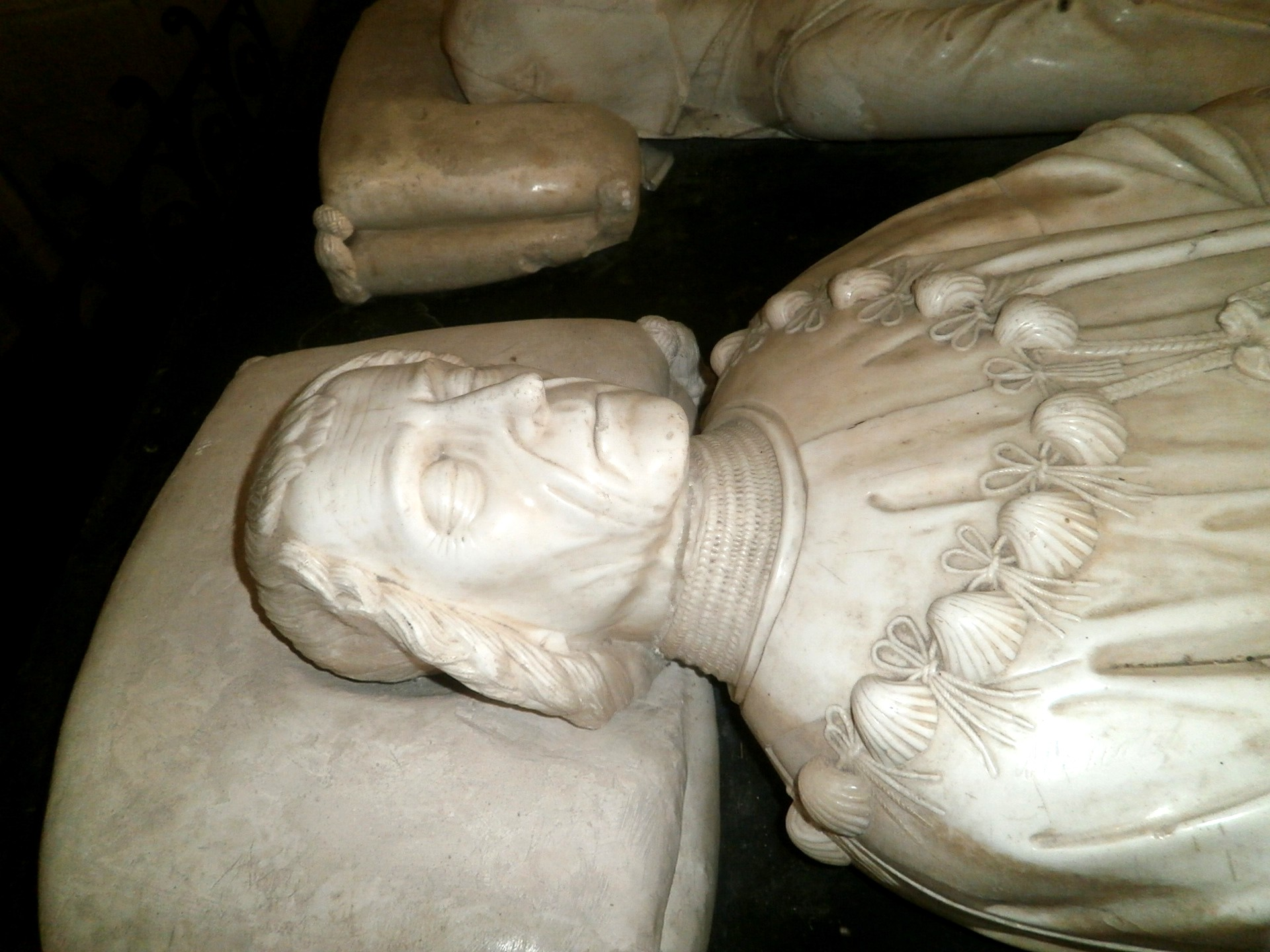
Imbert de Batarnay.

### C
- René du Cambout de Coislin († mars 1577), seigneur du Cambout, du Chef-de-Bois, de Blais, de Coislin, capitaine de 50 hommes d'armes de ses ordonnances, grand veneur de Bretagne, Grand-maître aux Eaux, Bois et Forêts de Bretagne.
- Jérôme du Cambout (milieu du XVIIIe siècle), seigneur de Beçay, gouverneur des isles, ports et havres de Rhuys et du Château de Suscinio.
- Jean Caraccioli ou Caracciolo (Giovanni Caracciolo en italien) (1480-1550), prince de Melfi, duc de Venosa, d’Alcoli et de Soria, grand sénéchal du royaume de Naples, maréchal de France, noble napolitain au service de la France.
- Charles de Carbonnières, chevalier, seigneur de Jayac et d'Archignac dit "Monsieur de Jayac" fait chevalier de l'Ordre du Roi par brevet le 14 septembre 1570[3].
- Charles de Cervon
- Antoine de Chabannes (1408-1488), comte de Dammartin, grand maître d'hôtel de France (1469, première promotion).
- Gilbert de Chabannes (vers 1439 -1493), baron de Curton et de Rochefort, seigneur de Caussade, gouverneur et sénéchal de Limousin[4] (1469, première promotion).
- Jacques II de Chabannes dit Jacques de La Palice (ou de La Palisse), (1470-1525), mort à la bataille de Pavie en Italie, militaire, grand officier de la couronne, maréchal de France.
- Charles de Chambes (1549-1621), comte de Montsoreau, conseiller d'état, chambellan et grand veneur de François, duc d'Alençon et d'Anjou[5]  (1568).
- Louis de Champagné
- Tanneguy IV du Chastel (-1477), gouverneur des pays de Roussillon et de Serdaigne (1469, première promotion).
- Guyon Chaumeil de Massebeau (1503), Membre de la compagnie des cent gentilshommes de l'hôtel du Roi.
- François de Chaumeils (vers 1510 - 1576), seigneur de Caillac.
- Luc-François du Chemin, seigneur de la Tour, de Bahaye et de la Vaucelle, chevalier de l'Ordre du Roi (le 17 janvier 1722 et reçu dans l'accolade avec la croix de l'Ordre le 25 du même mois des mains de M. le maréchal duc d'Estrées), commandeur de ceux de Notre-Dame du Mont-Carmel et de Saint-Lazare de Jérusalem, lieutenant général d'épée du bailli de Cotentin au siège de Saint-Lô, commandant pour Sa Majesté dans la même ville et lieutenant des maréchaux de France dans le département qui en dépend.
- Guillaume Chohan de Coetcandec, du Chesnaye et de Rosnarho, reçu en 1571.
- Jacques de Clermont-d'Amboise (1525-1587).
- Gaspard II de Coligny.
- Philippe de Commynes (1447 -1511), homme politique, chroniqueur et mémorialiste français d'origine flamande.
- Eustache de Conflans, vicomte d'Ouchy (vers 1526-1574), gouverneur de Saint-Quentin, se distingue à la retraite de Meaux et à la bataille de Saint-Denis où il servait comme maréchal général des camps et armées du roi.
- René de Cossé (1460-1540), seigneur de Brissac et de Cossé en Anjou, grand panetier et grand fauconnier de France.
- Antoine de Créquy.
- Claude II de Créquy (?-<1592), seigneur de Bernieulles, de Bléquin et de Villers-Bocage. Il était, en 1564, guidon sous le Connétable de Montmorency, et participa à la bataille de Saint-Denis le 10 novembre 1567. Il devint chambellan de François de Valois, duc d'Alençon, en 1575.
- Jean VIII de Créquy (1505-1555).
- Philippe de Créquy (1479-1566), seigneur de Bernieulles, Bléquin et Wicquenhen, capitaine de 100 hommes d’armes des compagnies d'ordonnance du Roi, Gouverneur, Capitaine & Bailli de Thérouanne.
- Philippe de Crèvecœur d'Esquerdes, maréchal de France[6].
- René II du Crochet, seigneur des Prés et de La Châtellenie de Céton, de La Prousterie, de La Souttière, de La Joussetière, de Francvilliers, de Maison-Maujis et de La Motte, reçu le 10 janvier 1585.
- Louis de Crussol (v. 1425-1473), seigneur de Crussol et de Beaudisner, grand panetier de France, sénéchal de Poitou, gouverneur de Niort et de Marans puis de Dauphiné[7] (1469, première promotion).

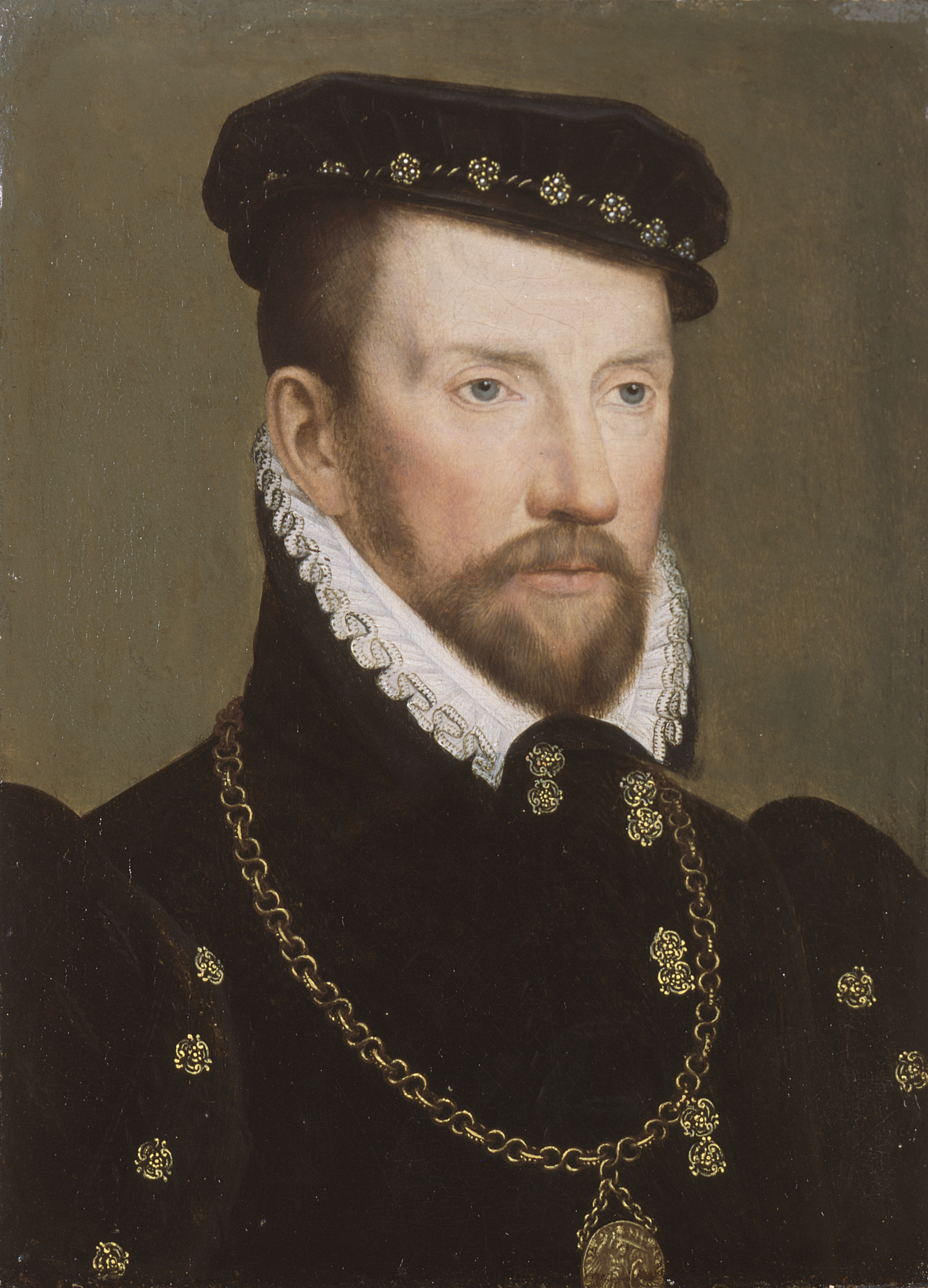
Gaspard II de Coligny, portant un médaillon de l'ordre.

### D
- Pierre Dax, écuyer, seigneur de La Serpent, de Mornac, de Leuc, de Bouriège, d'Araignon, de Croux, de Teissonnières et autres lieux, capitaine de cent hommes d'armes des compagnies d'ordonnance du Roi, capitaine d'une compagnie de chevau-légers, gouverneur militaire pour le Roi des diocèses de Limoux et d'Alet, reçu chevalier de l'Ordre par lettres de cachet du roi Charles IX de 1571 par lesquelles « il le reçoit à l'assemblée des chevaliers, frères et compagnons de l'Ordre de Monsieur Saint-Michel, pour être associé à la dite Compagnie à cause de ses vertus et mérites… » et lui adresse le collier de l'ordre[8],[9].
- Jean II Dax, écuyer, seigneur de Leuc, de La Serpent, d'Axat, de Trévas et autres lieux, co-seigneur de Cessales, lieutenant du : « vicomte de Joyeuse lieutenant du Roi au gouvernement de Languedoc »[10],[8],[9].
- François II Dax écuyer, seigneur d'Axat, de Leuc de La Serpent et autres lieux[8],[9].
- Pierre de Donadieu (1550-1605) sieur de Puycharic.
- Archibald Douglas (6e comte d'Angus).
- Jean II de Durat, seigneur des Portes, Saint-Myon etc., Capitaine des châteaux d'Auzances et de Sermur, Bailli de Combrailles, par Lettres du 14 avril 1569 [11].

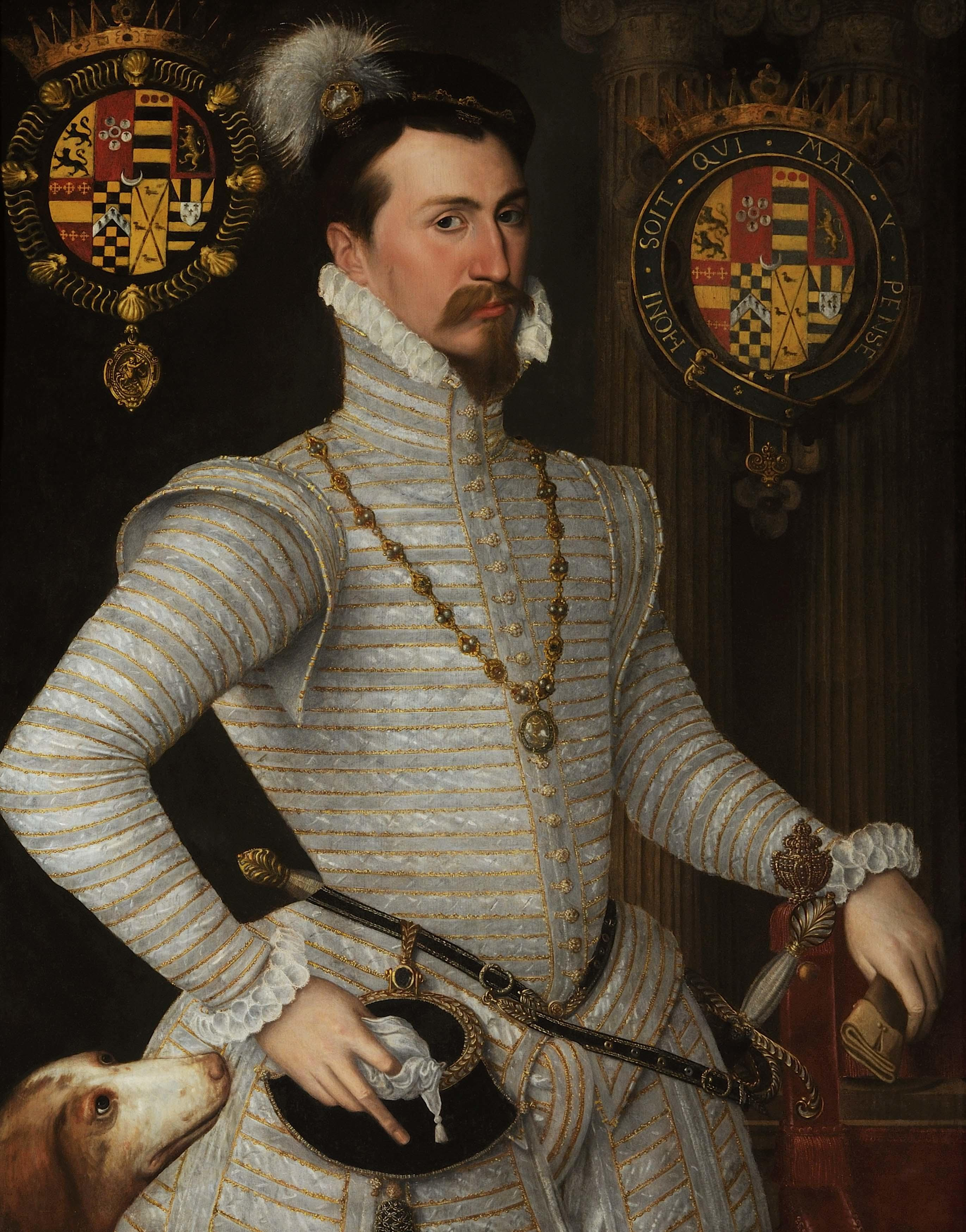
Robert Dudley.

### E
- Louis d'Estissac (1506-1565), seigneur et baron d'Estissac, gouverneur de La Rochelle, d'Aunis et de Saintonge, et lieutenant-général du Poitou (1552)[12].
- Jean d'Estouteville (-1494), seigneur de Torcy, conseiller de Charles VII[13], maître-arbalétrier sous Louis XI et lieutenant-général entre la Seine et la Somme sous Charles VIII (1469, première promotion[13]).
- François d'Estaing, vicomte d'Estaing, 1568[14].
- Gérard Edelinck (1640-1707), graveur français d'origine flamande.
- Ambroise Ier des Escotais (1540-1633), seigneur de la Chevalerie, gentilhomme ordinaire de la chambre du Roi[15],[16].
- Ambroise II des Escotais (1595-1643), seigneur de la Chevalerie, gentilhomme ordinaire de la chambre du Roi[15],[16].

### F
- Claude Fleuriot, sieur de Kerlouet : « Lettre du Roy audit sieur de Kerloet, par laquelle il lui mande que les services qu’il lui avoit rendus en diverses occasions lui donnoient sujet de reconnoistre ses vertus et merites, en l’honorant du collier et ordre de Monsieur Saint-Michel, lequel lui seroit donné par le sieur baron de Pontchateau, suivant la commission que Sa Majesté lui en adressoit à cet effet, s’assurant que ce tesmoignage d’honneur l’obligeroit à continuer en la fidelité et affection qu’il devoit à son service. Ladite lettre dattee du 8e Decembre 1639, signee : Louis, et plus bas : de Lomenie. Commission donnee audit sieur baron de Pontchateau, pour bailler audit Claude Fleuriot, sieur de Kerloet, le collier dudit Ordre de Saint-Michel et de prendre de lui le serment et les soumissions portee par justification, que Sa Majesté lui envoyoit en recompense des merites et vertus dudit sieur de Kerloet et reconnoissance des bons et agreables services qu’il avoit rendu à Sadite Majesté es sieges de la Rochelle et Montauban et autres occasions qui s’etoient presentees, ou il avoit rendu des preuves de sa valleur. Ladite commission dudit jour 8e Decembre 1639, signé : Louis, et plus bas, par le Roy, Chef de l’Ordre de Saint-Michel : de Lomenie ».
- Claude de Forbin.
- Gaillard de Forsans (1490, 1578), seigneur de Gardisseul, chevalier de l’Ordre du Roy, https://www.tudchentil.org/spip.php?article905,
- Jehan IV du Fou, chevalier, seigneur de La Roche-Guéhenneuc, baron de Pirmil, châtelain de Noyen, seigneur du Clineuc, de La Fourelière, de La Plesse-Chamaillart, du Breil-Robert, de la forêt de Minclou, de Coriller, de Voisines et autres lieux, chevalier avant 1578. Il portait d'azur à l'aigle d'or[17].
- Raoul du Fou, 35e abbé de Saint-Thierry près de Reims en 1461, élu et confirmé évêque de Périgueux par le souverain-pontife le 6 des ides juin de 1468 puis évêque d’Angoulême et abbé commendataire de Nouaillé en 1470, évêque d'Evreux en 1479, abbé de Saint-Maur en 1491, de Saint-Taurin d’Evreux en 1502 et enfin prieur de Coudres dans l’Eure, tout en étant resté abbé de Nouaillé, jusqu’à sa mort survenue le 2 février 1510. Il fut inhumé dans la cathédrale d’Evreux, où on peut encore lire : « Hic jacet memorande recordationis D. Rodolphus du Fou, quem genuit inclyta Britannia, Coriopitemsis Dioecesis, ortu nobilis, moribus clarissimus, religionis decore venustus, bujusce Ecclesia annes 32. Pastor dignissimus, anantissimus pacis zelotes, magnificontissimus adificiorum restorator, liberalissimus elamesynarum largitor, invicibilis Ecclesiasticrum jurium defensor, ac in omnibus fidelissimus minister, obiit 2 februarü anno 1510 » Raoul du Fou avait pour armoiries : d’azur à une fleur de lys d’argent, chargée de deux faucons ou éperviers qui portent un pied sur la partie de la fleur de lys recourbée et élèvent l’autre sur le haut de la fleur de lys, avec cette devise : CHARITAS NVNQVAM EXCIDIT[18].
- Charles de France (1446-1472), duc de Guyenne, frère de Louis XI (1469, première promotion).

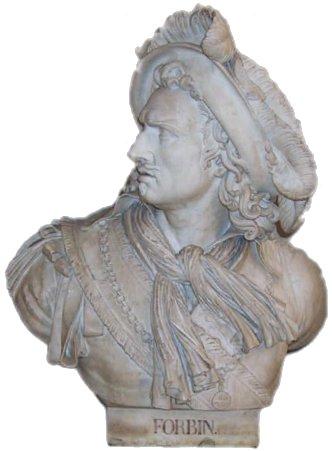
Claude de Forbin-Gardanne.

### G

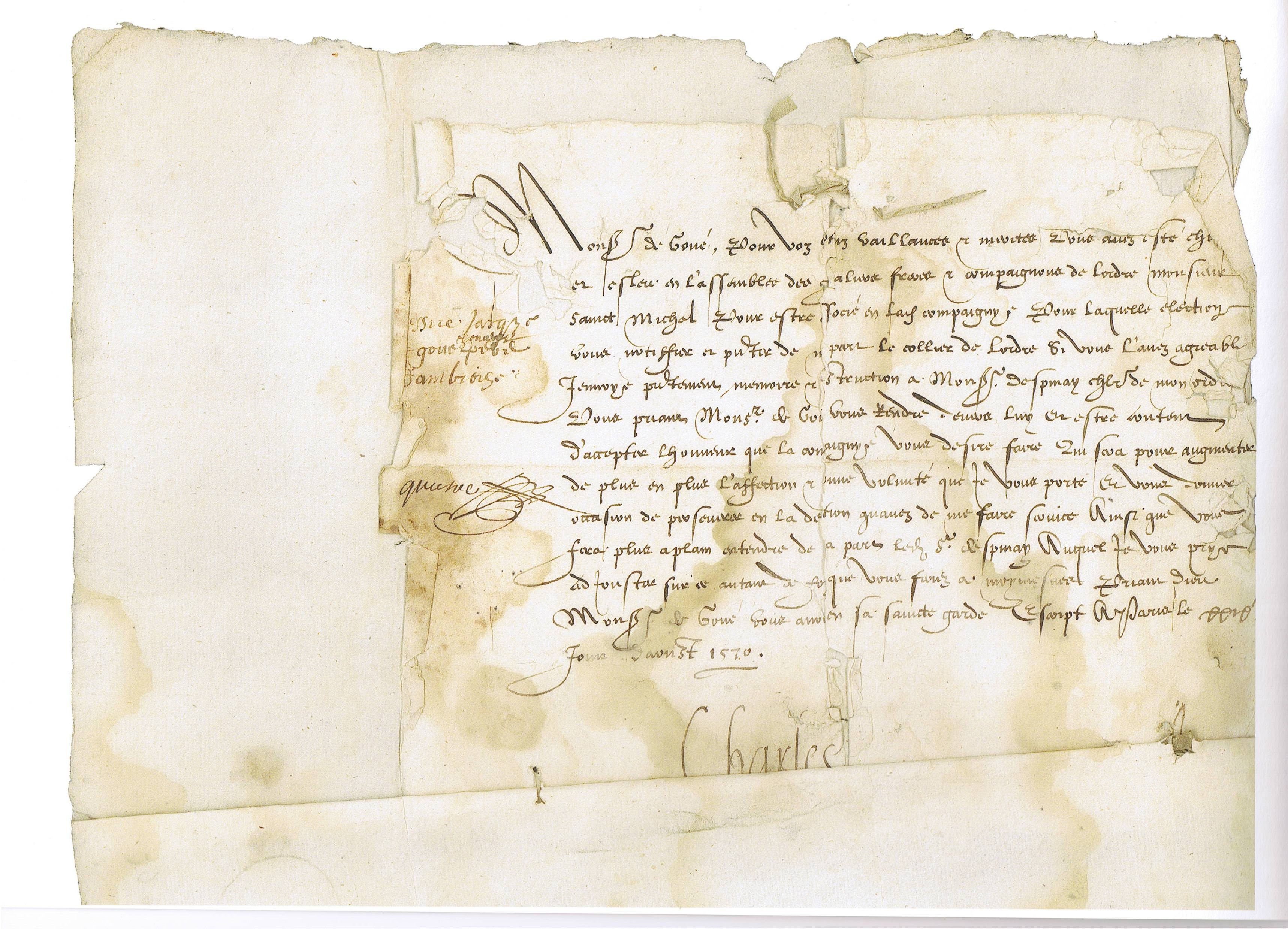
Promotion de Jacques de Goué dans l’ordre de Saint-Michel - 1570 - Signée par Charles IX (roi de France).

- Hector de Galard de Brassac (1415-1475), commandant de la compagnie des gardes du corps du roi.
- Antoine Garaby de La Luzerne (1617-1679), date de réception non connue[19].
- Nicolas Gargot de La Rochette (1619-1664), reçu en 1658.
- Galiot de Genouillac (1465-1546), grand écuyer de France, grand maître de l'artillerie de France, sénéchal d'Armagnac, gouverneur du Languedoc.
- François de Genas (1420-1504) fut l’ami de Louis XI au XVe siècle et occupa des postes importants.
- Gabriel de Gep de Ginestet (1514-1586), nommé gentilhomme de la chambre du roi Charles IX le 2 mars 1570, capitaine châtelain de Cessenon, seigneur de Fos, Sauvian et Ginestet, reçu en 1576.
- Isaac de Germaincourt, écuyer, baron de La Guéhardière et des Touches, seigneur de Buffes, de Launay-Briand en Saint-Jean de La Motte et autres lieux, huguenot, décédé avant novembre 1597, présent à la séance du Consistoire du Mans le 20 janvier 1560, chevalier de l'Ordre du Roy, gouverneur de Saint-Suzanne du 15 août 1592 à janvier 1593, épousa en premières noces Marie de Vallée, fille de Louis de Vallée, écuyer, seigneur de Pescheray, de Commeronde, de La Motte-Sérant et autres lieux, gouverneur du Perche pour la Ligue, et de Louise de Montmorency, et en secondes noces par contrat de 14 février 1556 Louise de Coisnon, dame de La Ménarderie en Saint-Marceau, née en 1538, testa le 10 novembre 1597, fille de Pierre de Coisnon, écuyer, seigneur de La Roche-Coisnon et du Vau-Péan en Ruillé, de Noyreulx et autres lieux, présent à la bataille de Ravenne le 11 avril 1512, et de Suzanne de Vassé, testa le 4 janvier 1538 et fut inhumée en l'église de Ruillé, dont postérité.
- Guy de Gontaut, seigneur de Saint-Geniès, de Cazals et de la Chapelle au Bareil, baron de Badefol, époux de Claude de Salignac, fils de Jean Ier de Gontaut et de Philippe d'Aubusson. Il fait son testament le 24 juin 1524[20].
- Jacques de Goué 29 août 1570.
- Artus Gouffier de Boisy (1474-1519), Grand maître de France.
- François Gouffier (vers 1518-1594), Maréchal de France.
- Guillaume Gouffier, seigneur de Bonnivet, Amiral de France
- Claude Gouffier (1500-1570), Grand écuyer de France

### H
- Jules Hardouin-Mansart (1646-1708), architecte.
- Georges-Frédéric du Hautoy, seigneur de Nubécourt, colonel d'un régiment d'infanterie[21].
- Georges-Philippe du Hautoy, mestre de camp[22].
- Guillaume de Héricy († 1518), seigneur de Fierville, de Creullet et de Cauche, Maître d'Hôtel du roi Louis XI.
- James Hamilton, duc de Châtellerault (1516-1575), régent d'Écosse (1548).
- Claude Humblot (1640-1721), chevalier en 1661, seigneur de Serqueux, d'Arnoncourt. Bailli de Langres, Lieutenant de cavalerie au régiment du maréchal de Turenne, aide de camp[23].

### I
- Charles Simon d'Irumberry de Salaberry, Conseiller en la cour souveraine d'Arches et Charleville (1658), bailli d'Epée et gruyer d'Arches (1690), appelé aux Etats généraux du Royaume de Navarre (1622).
- Joseph Charles d'Irumberry de Salaberry de Beneville.

### J
- Christophe Juvénal des Ursins (mort en 1588), seigneur de La Chapelle-Gauthier et de Doue, marquis de Trainel, chevalier de l'Ordre du Roi (reçu en 1562), lieutenant général au gouvernement de Paris de l'Île-de-France, chevalier du Saint-Esprit (brevet n°12, reçu le 31 décembre 1578).
- Pierre Joseph Jubié (1759-1843)[24]

### K
- Vincent de Kerveno, baron de Kerveno, seigneur de la Guerche, de Baud et de Kerlan, commandant la noblesse du ban et arrière-ban du diocèse de Vannes dès l’an 1538 et encore en 1572, fut admis dans l’Ordre de Saint-Michel sous Charles IX et de Julienne de Coëtquen. Il mourut au mois d’octobre 1581[2].
- Georges de Kerveno, fils du précédent, chevalier, baron dudit lieu et de Baud, seigneur de Kerlan en Moréac, de Kermenguy en Plaudren, de La Guerche et autres lieux, né en 1566 et tué en 1592 à la tête de 100 chevau-légers et de 200 arquebusiers dans un engagement près d’Auray, capitaine des Gentilshommes de l’Evêché de Vannes, chevalier de l’Ordre du Roy, épousa Suzanne du Fou, fille unique et héritière du baron de Noyan et de Jeanne de Maillé[2].
- François de Kernevenoy, dit de Carnavalet (1519-1571), Grand Écuyer du Roi Henri II, seigneur de Noyen, de Coatanlan et Kerjanegan, de Vielzvy, de Coetmadeuc, de Kernevenoy, de Fontaine-Fourches, de Grisy.
- Jaques de Kermenguy, seigneur de Kermenguy, de Lebodon, de Runiou, de Kersullien, etc., né en 1626, nommé chevalier de l’ordre de Saint-Michel, le 17 janvier 1647, et reçu le 16 juillet de la même année par le baron de Pontchâteau, chevalier des ordres du roy, vivoit encor en 1669[2].

### L
- Paul de La Barthe (1482-1562), seigneur de Thermes, fait ses premières armes dans les Guerres d'Italie. Capitaine de 50 hommes, gouverneur de Paris et de l’Île-de-France, maréchal de France connu sous le nom de « Maréchal de Thermes ».
- Jean de La Baume[25].
- Gilles de La Bourdonnaye (v 1564-av 1623), chevalier, seigneur de Coëtion[26].
- Jean de La Bourdonnaye (+ av 1643), chevalier, seigneur de Brats et de Liré, gentilhomme ordinaire de la chambre du roi[27].
- Jean de La Bourdonnaye (1616-av 1693), chevalier, seigneur de Brats et de Liré, gentilhomme ordinaire de la chambre du roi[28].
- Claude de La Châtre[29] (mort en 1499), seigneur de Nançay, capitaine du château de Charlus (1469), conseiller et chambellan du roi (1475), capitaine des gardes du corps du roi (sous Louis IX et Charles VIII : 1479-1490).
- Gabriel de La Châtre[30] (mort en 1538), baron de La Maisonfort, seigneur de Nançay, maître des cérémonies de France, chambellan et maître d'hôtel ordinaire du roi, conseiller d'État, gouverneur des enfants de François Ier, capitaine des gardes (1499), prévôt de l'ordre de Saint-Michel.
- Gaspard de La Châtre (vers 1539-1576), seigneur de Nançay, fils du précédent, capitaine de l'ancienne garde française du corps de sa majesté, capitaine des Gardes du corps du Roi.
- Henri de La Garde (vers 1580).
- Antoine de Laidet, seigneur de Bormes et Sigoyer (+ 1505), par acte du 22 juillet 1485[31].
- Jean de la Motte, sieur de Saint-Pardoux, créé chevalier de l'ordre de Saint-Michel par le roi Charles IX le 21 juin 1569[32].
- Michel-Richard de Lalande (1657-1726), intendant de la musique, de la chambre et maître de musique de la Chapelle du roi Louis XIV[33] (par Louis XV, en 1722)[34].
- Jean de Languedoue a montré sa valeur à la bataille de Montlhéry, ce qui lui a valu d'être nommé chevalier de Saint-Michel en 1470[35].
- Charles de la Rochefoucauld (1520-1583).
- Gilles de la Roche-Saint-André (1621-1668), chef d'escadre des armées navales.
- Philippe de la Salle[36] (1723-1804) dessinateur et soyeux, anobli en 1776[37].
- Georges II de La Trémoille (1430-1481), seigneur de Craon (1469, première promotion).
- Jean de Lauzon, seigneur de Premilly, la Poupardière, la Roullière, Nolliers, le Pin-Trimoullais, le Vieux-Viré, baron de la Poupardière, reçu le 28 novembre 1651.
- Guy XVI de Laval (1476-1531), comte de Laval, baron de Vitré, vicomte de Rennes, baron de La Roche-Bernard, baron d'Acquigny et de Crèvecœur. Gouverneur et lieutenant général en Bretagne, capitaine de Rennes, amiral de Bretagne.
- Louis de Laval (vers 1411-1489), seigneur de Chastillon, (1469, première promotion).
- Pyrrhus L'Enfant.
- Sébastien Le Bigot, (mort en 1666 à Poullaouen) seigneur de Kerjegu, de Kercalvez, de Lesmabon et autres lieux, capitaine d'Infanterie du Roi.
- Emmanuel Leborgne (1610-1681), Marchand et banquier influent de La Rochelle, il devient gouverneur de l'Acadie de 1657 à 1667. Il épouse Jeanne François en 1635 et devient Chevalier de L'Ordre de Saint-Michel en 1636.
- François Le Héricy, seigneur de Creullet, de la Motte d'Audrieu et de Couvert, nommé gentilhomme de la chambre du roi par les lettres données au bois de Vincennes le 16 juin 1562.
- François Le Poulchre.
- Antoine Le Roy de Lozembrune (1617-1678) écuyer, seigneur de Lozembrune, de Belleverdure et de Montobert, président de la sénéchaussée du boulonnais, conseiller d'état et privé.
- Jean de Lescun d’Armagnac, comte de Comminges (mort en 1473), dit « le bâtard d’Armagnac », Maréchal de France au XVe siècle.
- Antoine de Lettes-Desprez, seigneur de Montpezat en Quercy (1490-1544), militaire, gouverneur du Languedoc en 1541 et maréchal de France en 1543.
- Jean de Lévis, maréchal de la Foy, baron de Mirepoix capitaine de 50 lances à Carcassonne[38].
- André de Lohéac (1411-1486) maréchal de France (1469, première promotion).
- Louis de Luxembourg (1418-1475) comte de Saint-Pol, connétable de France (1469, première promotion).
- Charles Le Brun (1619-1690) artiste-peintre et décorateur français, premier peintre du roi, directeur de l'Académie royale de Peinture et de Sculpture, et de la Manufacture royale des Gobelins. Il s'est surtout illustré dans la décoration du château de Versailles et de la galerie des Glaces.
- Bernard de Lentivy, prêta serment le 8 septembre 1638 (BnF MsFr 22344, fol.157).

### M
- Gilles, seigneur de Mailly et de Boulencourt, gouverneur de Montreuil[Lequel ?].
- Louis Malet, sire de Graville, de Marcoussis, de Sèez, de Bernay, de Montagu, de Milly en Gâtinois, du Bois-Malesherbes & de Chastres, Amiral de France, gouverneur de Picardie & de Normandie, capitaine des cent gentilshommes de sa maison.
- Guy de Manger, écuyer, seigneur de Goussainville, décédé entre le 1er octobre 1591 et le 12 novembre 1592, chevalier de l'ordre du Roy.
- Jean de Marliave (ou Maralver) de La Pause, capitaine d'infanterie. Chevalier de grâce des ordres de Notre-Dame du Mont-Carmel et de Saint-Lazare de Jérusalem reçu le 21 février 1687.
- Georges Marie Louis de Massol, marquis de Collonges, Gentilhomme ordinaire de la Chambre du Roi, capitaine de dragons. Il est fait chevalier de l'Ordre de Saint Michel le 17 août 1720.
- Jacques du Merle (+ 1599), seigneur de Blancbuisson, baron de Bellou, gentilhomme de la chambre du roi, sert le roi Henri IV puis le duc de Montpensier dans les guerres contre les ligueurs.
- François de Monchy, seigneur de Montcavrel et Broutelles.
- Blaise de Monluc (1502-1577), homme de guerre et homme de lettres.
- Michel de Montaigne (1533-1592), chevalier en 1577.
- André de Montalembert, dit « le brave d’Essé », capitaine de 50 hommes d’armes, gentilhomme de la chambre, lieutenant-général commandant en chef les armées du roi Henri II envoyées en Ecosse au secours de Marie Stuart, future reine de France. Fait chevalier de l’Ordre du roi par Henri II.
- Christophe de Montalembert, capitaine de 50 hommes d’armes, conseiller d’Etat, maître d’hôtel de la reine de Navarre, gouverneur de Penne d’Agenais. Fait chevalier de l’Ordre du roi par Henri III.
- René de Montbourcher.
- Guillaume de Montmorency (1453-1531)[39], baron de Montmorency, seigneur de La Rochepot, d'Ecouen, de Chantilly, de Damville, de Conflans, de Thoré, de Chavercy, d'Offoix, de Montespilloir, « premier baron chrétien », chevalier de l'ordre du roi[39].
- Anne de Montmorency (1492-1567)[39], duc de Montmorency et de Damville, puis duc de Montmorency et pair de France, comte de Beaumont-sur-Oise et de Dammartin, vicomte de Melun… ; « premier baron de France » ; Grand maître de France, maréchal de France, connétable de France (1538), chevalier de l'ordre du roi[39].
- François de Montmorency (1530-1579), duc de Montmorency et pair de France, comte de Dammartin, baron de Châteaubriant et seigneur de l'Isle-Adam, maréchal de France, grand maître de France, chevalier de l'ordre du roi[39].
- Jean de Maillard [40]
- Pierre Ier de Montmorency (+1610), seigneur de Lauresse et de Ver, chevalier de l'ordre du roi[39].
- François de Montmorin-Saint-Hérem, chevalier, vicomte de Clamecy.
- Jean-Nicolas Moreau (1724-1786), Premier chirurgien de l'Hôtel-Dieu de Paris.
- François-Thomas Moreau de la Rochette (1720-1791).

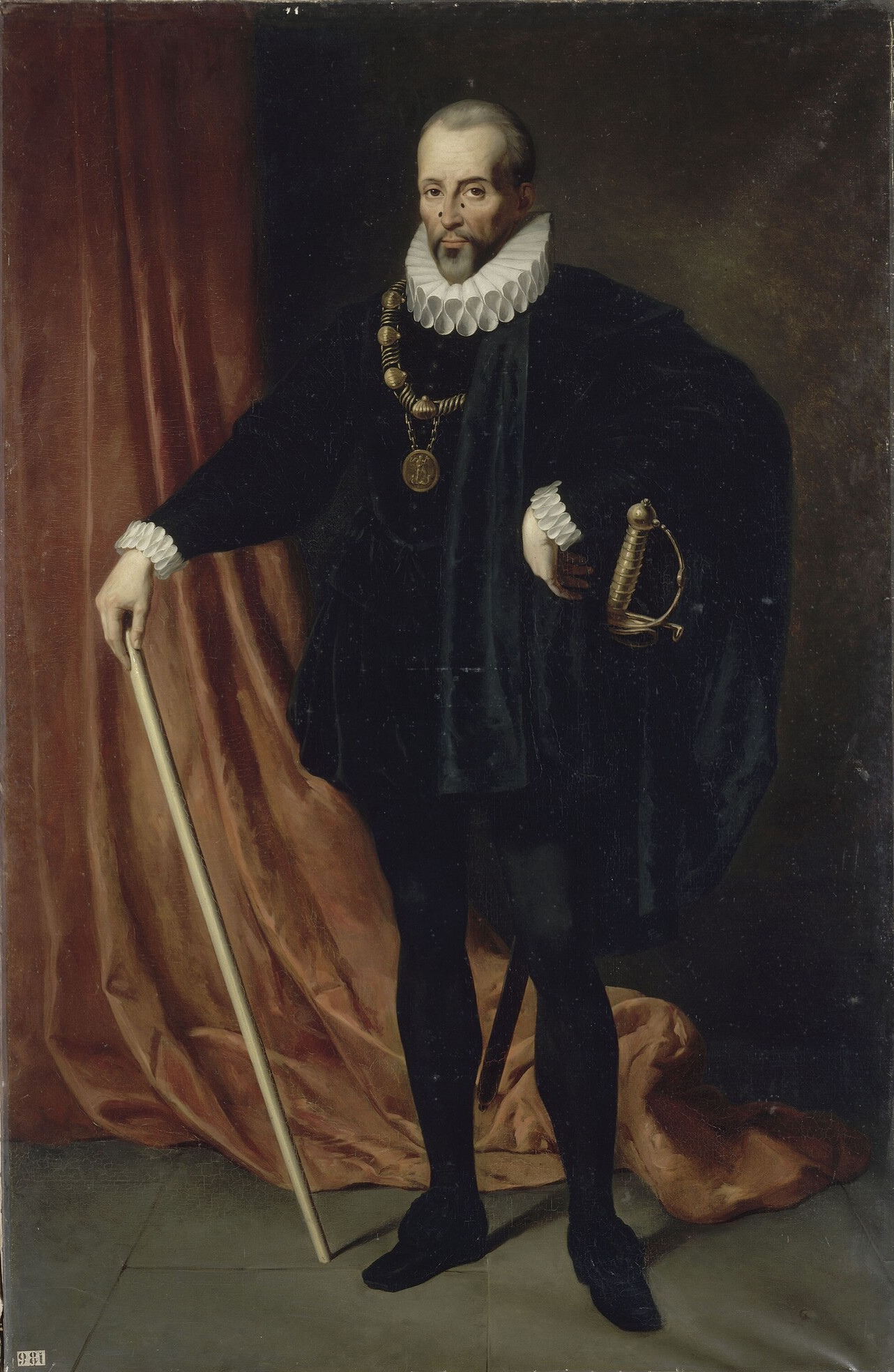
Blaise de Monluc.
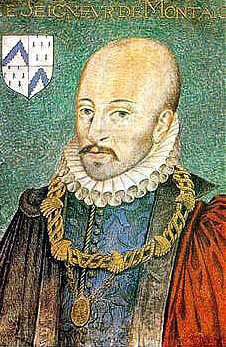
Michel de Montaigne.

### N
- François des Nos.
- Jean II de Neufchâtel en 1484.

### 0
- Giordano Orsini, en français, Jourdain des Ursins.

### P

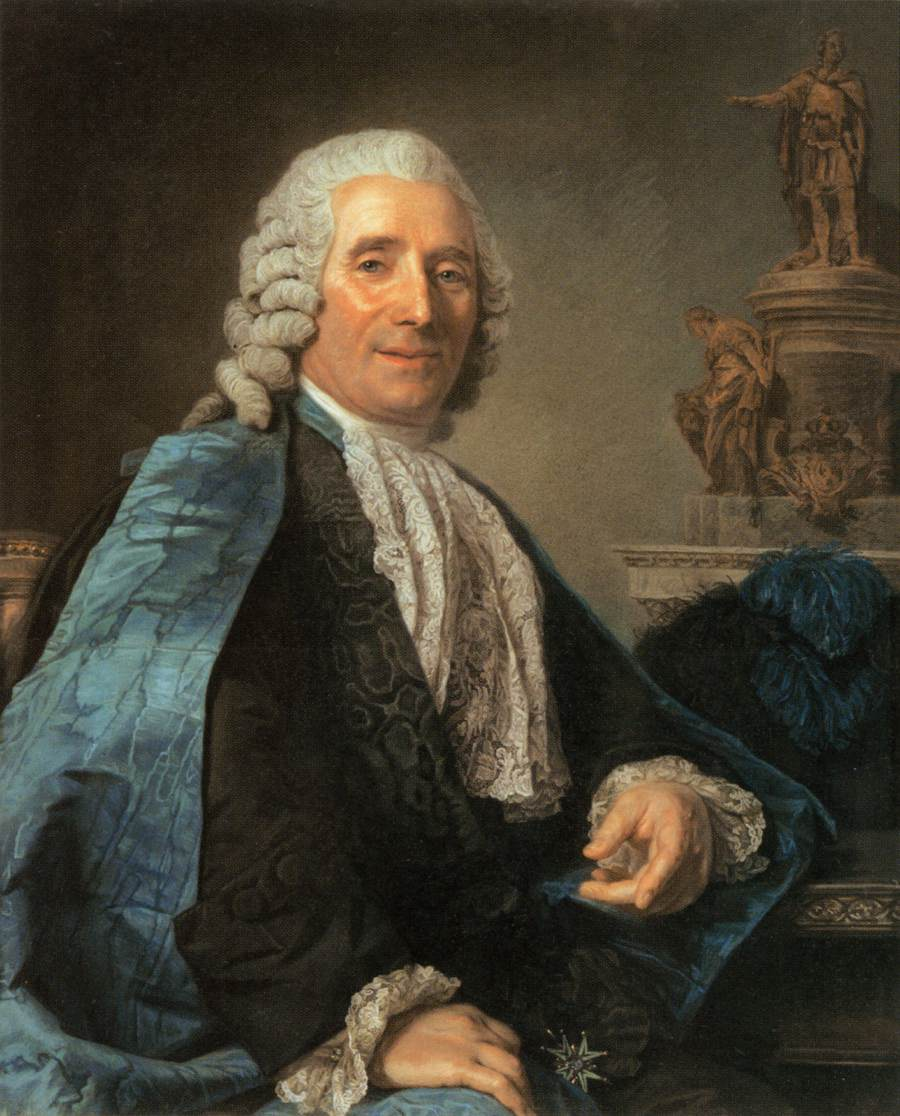
Jean-Baptiste Pigalle.

- Jean Joseph de Pellas, seigneur de Maillane, général des Monnaies de Provence, comte romain et apostolique par Benoît XIII, chevalier le 9 décembre 1728[41].
- Jacques de Pelet, (ca1520-1587) seigneur de La Vérune, baron de Montpeyroux, Gouverneur militaire de Montpellier, chevalier de Saint Michel en 1573, Chancelier de l'Ordre du Roi[42]

- Camille Perrichon, XIXe prévôt de Lyon.
- William de La Pole, duc de Suffolk, chevalier 1449.
- Philippe Pot (1428-1493), diplomate, premier conseiller du roi Louis XI, gouverneur du dauphin Charles (futur Charles VIII), et grand sénéchal de Bourgogne.
- Louis Prévost, baron de Sansac et de Cellefroyn, lieutenant du roi en Angoumois et en Guyenne, sénéchal de Saintonge, Grand Fauconnier de France, grand capitaine du XVIe siècle.
- François de Prunelé († 1587), baron de Caniel.
- Louis Guillaume Yves Pons (1748-1836), entrepreneur des fortifications, entrepreneur des travaux du port de Port-Vendres, ingénieur géographe du roi, maître de camp. Chevalier en 1788[43].

### Q
- Hyacinthe de Quatrebarbes

### R
- Hyacinthe Rigaud (1659-1743), peintre, chevalier (1727).
- Charles de Rohan-Gié (1478-1528), vicomte de Fronsac, comte de Guise. Gouverneur de Touraine.
- Pierre de Rohan-Gié (1451-1513), sire de Gié, duc de Nemours, vicomte de Fronsac et de Châtellerault, maréchal de France (1474)[44].
- Antoine II de Roquefeuil, fils de Charles de Roquefeuil et de Blanche de Lettes de Montpezat. Il épouse en 1555 Claude de Cardaillac de Peyre puis en 1560 Philippine de La Tour d'Auvergne-Turenne[45].
- Antoine III de Roquefeuil, fils d'Antoine et de Claude de Cardaillac. Il épouse Marie-Angélique de Rochechouart le 11 mai 1584[46].
- Charles de Roquefeuil, fait chevalier de l'ordre du roi par lettres du 12 février 1570. Il est le frère d'Antoine II de Roquefeuil et fils de Charles de Roquefeuil et de Blanche de Lettes de Montpezat[47].
- Anthoine de Rougemont (olim Rogemont) (+ 1578 - Macon), seigneur de Rougemont, Pierreclos, Bussy et Bussière, chargé par le duc de Nemours de la Lieutenance en Dombes par Lettre Patente du 2 septembre 1562[48].
- Jean de Rougemont (olim Rogemont) (+ 1595), seigneur de Rougemont, Pierreclos, Bussy et Bussière, fils du précédent[48].
- Antoine de Bron de Rougemont (olim Rogemont) (circa 1604), seigneur de la Liègue Bellegarde, comte de Bozas et autres place, capitaine de cinquante hommes d'armes. Il avait épousé Jeanne de Sassenage[49].
- Titus de Rouvroy de Saint-Simon (+1609 - Paris), vicomte de Clastres, seigneur de Serviennois, seigneur de Flavi-le-Martel, seigneur de Montblerú, chevalier de l'Ordre de Saint-Michel.

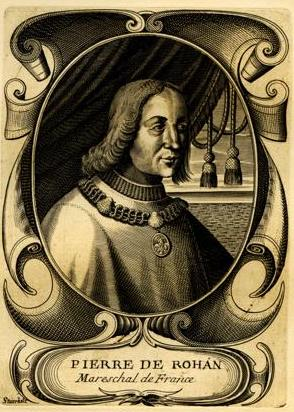
Pierre de Rohan-Gié.

- Charles de Rambures dit le brave Rambures, un document représentant les armes des Rambures avec le collier de l'Ordre de Saint Michel et de l'Ordre de Saint-Louis. L'inscription précise Charles de Rambures conseiller d'état, capitaine de cinquante hommes d'armes, gouverneur de la ville et château de Doulens. Maréchal de camp pour sa Majesté en Picardie. Voir « Maison de Rambures Histoire et Généalogie ».

### S
- Charles de Saint-Blimont (1539).
- Louis de Saint-Gelais, Baron de La Motte-Saint-Héray (1559).
- Samson de Saint-Germain, Baron de Ranes, Baron d'Asnebec, Seigneur de Rouvrou, de la Fresnaye et de Saint-Georges (1469).
- Pierre Saintard, directeur de la Compagnie des Indes (29 octobre 1758).
- Gaspard de Saulx-Tavannes (1554), dit le maréchal de Tavannes, second des trois fils du mariage en 1504 de Jean de Saulx, baron de Sully, seigneur d'Orrain (Orain) et de Vantoux, Grand gruyer de Bourgogne, avec Marguerite de Tavannes, naît à Dijon en mars 1509.
- Jacques Augustin de Silvestre (octobre 1775).
- Piero Strozzi, cousin de Catherine de Médicis, connu en France sous le nom de Pierre Strozzi (vers 1510-1558), condottiere florentin de la Renaissance, s'engage au service de la France et devient maréchal de France en 1554.
- Henri Stuart, Lord Darnley, Roi consort d'Écosse, second époux de Marie Stuart (1565).

### T
- Tiberio Tinelli, peintre vénitien fait chevalier par Louis XIII en 1633.
- Anne Hilarion de Costentin de Tourville.
- Pierre Terrail de Bayard.
- Pierre-Ignace Tugghe, échevin puis conseiller pensionnaire (conseiller juridique) de Dunkerque, anobli en 1721 par Louis XV, année de son élévation en tant que chevalier de l'ordre[50].

### U
- Pierre II d'Urfé.

### V
- Lancelot de Vassé.
- Jean de Vassé.
- Antoine de Vassé.
- Jean des Vaux.
- Pierre de la Vieuville (?-1569).
- Louis de Vieuxpont, baron de Neufbourg.
- Jacques de Vigneulles, seigneur de Saulxures-lès-Vannes, Domjulien et Villars-en-Azois, gouverneur des pays et ville de Toul pour le roi[51].
- Charles II de Vivonne, seigneur de La Chasteigneraye, Sénéchal de Saintonge.
- Charles III de Vivonne, seigneur de La Chasteigneraye, Gouverneur de Parthenay.
- André de Vivonne, seigneur de La Chasteigneraye, Grand Fauconnier de France.

### W
- François de Waroquier, seigneur de Méricourt[52]

## Restauration
- Charles Cagniard de Latour, chevalier en 1823
- Pierre Cartellier (1757-1831), voir illustration ci-dessus.
- Antoine-Jean Gros.
- Joseph-Anne Louvart de Pontigny, 1740-1818, chevalier en 1817.
- Joseph Auguste Lucas (1768-1833), chevalier en 1816.
- Jacques-Noël Sané.

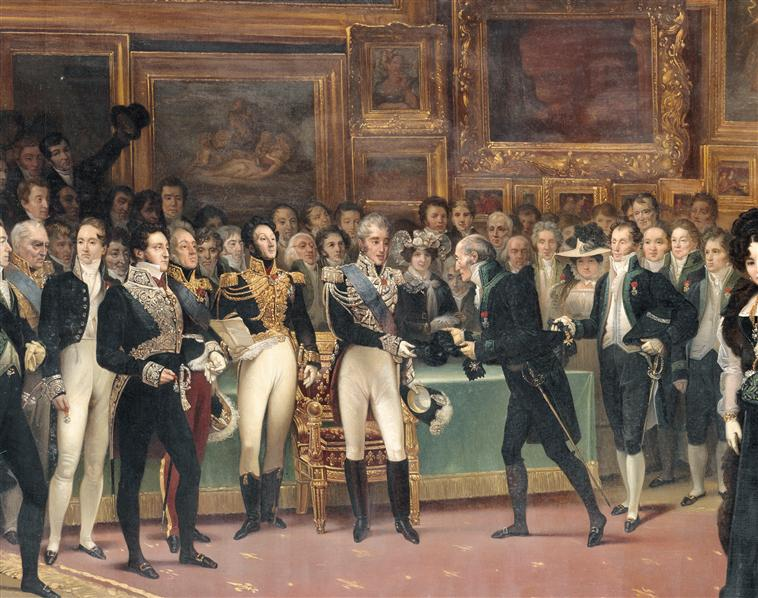
Ronjat, d'après François Joseph Heim, Distribution des récompenses aux artistes à la fin du Salon de 1824, le 15 janvier 1825 : Charles X remet l'ordre de Saint-Michel à Cartellier, 1892, Versailles.

## Ordre dynastique
- Dominique Piéchaud, sculpteur et médailleur.

### Sources et bibliographie
- Ludovic de Colleville, François Saint-Christo, Les ordres du roi, répertoire général contenant les noms et qualités de tous les chevaliers des ordres royaux militaires et chevaleresques ayant existé en France de 1099 à 1830, 1924.
- Jean-Baptiste Duvergier, Collection complète des lois, décrets, ordonnances, règlements et avis du Conseil-d’état, publiée sur les éditions officiels du Louvre ; de l’imprimerie nationale, par Baudouin ; et du bulletin des lois, de 1788 à 1824 inclusivement, par ordre chronologique, Paris, 1827.

31 décembre 1816. = 11 janvier 1817. – Ordonnance du Roi portant nomination de chevaliers de l’ordre de Saint-Michel. (VII, Bull. CXXIX, n°1461.)
Louvart de Pontigny, ancien avocat au Parlement de Rennes.
Ordre de Saint-Michel, promotions de 1817: Louvart de Pontigny, ancien avocat au Parlement de Rennes.
- Jean Francois Louis D'Hozier, Gaston de Carne (dir.), Chevaliers bretons de Saint-Michel, Nantes, 1884 (1re éd.), Kessinger Publishing, 10 septembre 2010,  (ISBN 978-1167966439)